# Athani
Athani o Athni (en kannada ಅಥಣಿ) és una ciutat de l'Índia al districte de Belagavi a Karnataka, a 150 de Belagavi i 75 km de Bijapur. La ciutat té una població de 39.200 habitants. És capçalera de la taluka d'Athani creuada pel riu Krishna i regada per l'Agrani; té una superfície de 1.995,7 km² i 89 pobles, amb una població total de 461.400 habitants (2001). Sota domini britànic era part del districte de Belgaum a la presidència de Bombai i tenia 82 pobles i una població el 1891 de 123.438 habitants i el 1901 de 113.077 habitants.

## Història
El viatger francès Mandeslo el 1639 va informar d'una ciutat de nom Atteny com un dels mercats principals entre Bijapur i Goa. El 1670 el geògraf anglès Ogilby esmentava Attany com una vila molt comercial. El 1679 Athni que pertanyia al maratha Sivaji fou conquerida pel mogol Dilawar Khan que la va saquejar. Dilawar Khan volia vendre a la població com esclaus; Sambhaji, el fill de Sivaji, que s'havia rebel·lat poc abans contra el seu pare i s'havia unit a Dilawar Khan, es va oposar a aquesta actuació pero el mogol ho va ignorar; per aquesta causa Sambhaji el va abandonar i es va reconciliar amb el seu pare. Vers 1720 Athni fou ocupada pel Nizam que la va cedir al governador de Kolhapur que al seu torn la va cedir al raja Sahu de Satara el 1730. El 1839 va passar als britànics a la mort del sobirà Nipani.